# Axinidris bidens
Axinidris bidens es una especie de hormiga del género Axinidris, familia Formicidae. Fue descrita científicamente por Shattuck en 1991.
Se distribuye por República Centroafricana, Congo, Ghana, Guinea, Costa de Marfil, Kenia, Ruanda y Uganda. Se ha encontrado a elevaciones de hasta 1980 metros. Vive en microhábitats como arbustos. También frecuenta los bosques tropicales.